# Baconao
O Baconao é um parque nacional localizado em Cuba. É uma vasta região localizada a aproximadamente 20 km da cidade de Santiago de Cuba, sua área total é de 84.600 hectares. Em 1987, foi declarada Reserva Mundial da Biosfera pela Unesco.